# Piętki

Ehemaliges Gutshaus im Dorf

Dorfstraße nach Norden

Ehemaliger deutscher Friedhof von Pientken

Piętki [ˈpjɛntki] (deutsch Pientken, 1926–1945 Blumental) ist ein zur Gemeinde Kalinowo (Kallinowen, 1938 bis 1945 Dreimühlen) zählendes Dorf im nordöstlichen Masuren in der polnischen Woiwodschaft Ermland-Masuren, Powiat Ełcki (Kreis Lyck).

## Geographie
Das Dorf befindet sich 1,5 Kilometer nordwestlich der Ortschaft Kalinowo an einer weiter nach Iwaśki (Iwaschken, 1938 bis 1945 Hansbruch) und Dorsze (Dorschen) führenden Nebenstraße.

## Ortsname
Die Herkunft des masurischen Ortsnamens ist nicht eindeutig geklärt. Die deutsche Übersetzung aus dem Masurischen bedeutet so viel wie „die Ferse“.

## Geschichte
Die Gründung des kleinen Dorfes Pientken erfolgte im Jahre 1539. Heute umfasst es die ehemals eigenständigen Gemeinden Pientken und Gut Trentowsken.
Der auch für Pientken zuständige Pfarrer von Kallinowen, Bernhard Rostock (1706–1759), holte 1756 Salzburger Glaubensflüchtlinge in die durch Pestepidemien stark betroffene Region und siedelte sie auf seinem Gut Trentowsken an.
Zum 27. Mai 1874 wurde rund um Pientken im Zuge einer preußischen Gemeindereform neu ein Amtsbezirk Kallinowen (1938 bis 1945 Amtsbezirk Dreimühlen, polnisch Kalinowo) im Landkreis Lyck gebildet, der die Gemeinden Alt Czymochen, Dorschen, Gingen, Iwaschken, Kallinowen, Kokosken, Kowahlen (Kreis Lyck), Maaschen, Marczynowen, Pientken und Trentowsken umfasste.
Am 1. Dezember 1910 wurden in Pientken 175 Einwohner gezählt.
Aufgrund der Bestimmungen des Versailler Vertrags stimmte die Bevölkerung im Abstimmungsgebiet Allenstein, zu dem Pientken gehörte, am 11. Juli 1920 über die weitere staatliche Zugehörigkeit zu Ostpreußen (und damit zu Deutschland) oder den Anschluss an Polen ab. In Pientken stimmten 100 Einwohner für den Verbleib bei Ostpreußen, auf Polen entfiel keine Stimme.
Das ehemalige Gut Trentowsken wurde mit der Umbenennung des Dorfes 1926 als Gut Blumental eingemeindet.
1939 hatte Blumental (Pientken) 144 Einwohner.
Nach Ende des Zweiten Weltkrieges 1945 fiel das zum Deutschen Reich (Ostpreußen) gehörende Blumental (Pientken) an Polen. Die ansässige deutsche Bevölkerung wurde, soweit sie nicht geflüchtet war, nach 1945 größtenteils vertrieben bzw. ausgesiedelt und neben der angestammten masurischen Minderheit durch Neubürger aus anderen Teilen Polens, insbesondere aus der Region Raczki in Podlachien stammend, ersetzt. Der Ort Blumental wurde in der polnischen Schreibweise des historischen Ortsnamens Pientken in „Piętki“ umbenannt.
Piętki bestand nach 1945 aus zwei wieder administrativ getrennten Teilen dann nahezu gleichen Namens, dem ehemaligen Dorf Pientken, nur als Piętki bezeichnet, und dem ehemaligen Gut Trentowsken, kurze Zeit Trętowskie, dann als Piętki PGR mit dem Sitz der Landwirtschaftlichen Produktionsgenossenschaft (PGR). Die PGR ist nicht mehr existent. Die administrative Trennung wurde in jüngerer Zeit aufgehoben.
Von 1975 bis 1998 gehörte Piętki zur damaligen Woiwodschaft Suwałki, kam dann 1999 zur neugebildeten Woiwodschaft Ermland-Masuren. Heute ist es Sitz eines Schulzenamtes (polnisch Sołectwo) und somit eine Ortschaft im Verbund der Gmina Kalinowo.
Am Rande des Dorfes bestehen noch Reste eines ehemaligen deutschen Friedhofs.

## Religionen
Bis 1945 war Pientken in die evangelische Kirche Kallinowen (1938 bis 1945 Dreimühlen, polnisch Kalinowo) in der Kirchenprovinz Ostpreußen der Kirche der Altpreußischen Union sowie in die römisch-katholische Kirche St. Andreas in Prawdzisken (1934 bis 1945 Reiffenrode, polnisch Prawdziska) im damaligen Bistum Ermland eingepfarrt.
Heute gehört Piętki katholischerseits zur Pfarrei in Kalinowo im Bistum Ełk der Römisch-katholischen Kirche in Polen. Die evangelischen Einwohner richten sich zur Kirchengemeinde in der Kreisstadt Ełk (Lyck) aus, einer Filialgemeinde der Pfarrei in Pisz (deutsch Johannisburg) in der Diözese Masuren der Evangelisch-Augsburgischen Kirche in Polen.